# Pulitzer-Preis 1974
Der Pulitzer-Preis 1974 war die 58. Verleihung des renommierten US-amerikanischen Literaturpreises.  Es wurden Preise in 16 Kategorien im Bereich Journalismus und dem Bereich Bücher, Theater und Musik vergeben. Hinzu kommt ein Sonderpreis.
Die Jury bestand aus 14 Personen unter dem Vorsitz von Joseph Pulitzer, Jr. (III.) (Herausgeber und Verleger in der St. Louis Post-Dispatch).

## Preisträger
| Kategorie | Preisträger                                                    | Begründung |
| --- | -------------------------------------------------------------- | --- |
| Dienst an der Öffentlichkeit (Public Service) | Newsday, Garden City, NY                                       | Für seinen endgültigen Bericht über den illegalen Betäubungsmittelhandel in den Vereinigten Staaten und im Ausland mit dem Titel "The Heroin Trail". |
| Pulitzer-Preis für Allgemeine Lokalnachrichten oder Berichte von aktuellen Schauplätzen (Pulitzer Prize for Local General or Spot News Reporting) | Arthur M. Petacque und Hugh F. Hough von der Chicago Sun-Times | Für die Aufdeckung neuer Beweise, die zur Wiederaufnahme der Bemühungen um die Aufklärung des Mordes an Valerie Percy von 1966 führten.              |
| Investigativer Journalismus (Pulitzer Prize for Local Investigative Specialized Reporting)                                                        | William Sherman von New York Daily News                        | Für seine einfallsreiche investigative Berichterstattung bei der Aufdeckung des extremen Missbrauchs des New Yorker Medicaid-Programms.              |
| Berichterstattung im Inland (National Reporting)                                                                                                  | Jack White, Providence Journal and Evening Bulletin            | Für seine Initiative, die Einkommenssteuerzahlungen von Präsident Nixon in den Jahren 1970 und 1971 ausschließlich offen zu legen.                   |
| Berichterstattung im Inland (National Reporting)                                                                                                  | James R. Polk, Washington Star-News                            | Für seine Offenlegung angeblicher Unregelmäßigkeiten bei der Finanzierung der Kampagne zur Wiederwahl von Präsident Nixon im Jahr 1972.              |
| Auslandsberichterstattung (International Reporting)                                                                                               | Hedrick Smith, The New York Times                              | Für seine Berichterstattung über die Sowjetunion und ihre Verbündeten in Osteuropa im Jahr 1973.                                                     |
| Kommentar (Commentary) | Edwin A. Roberts Jr., National Observer                        | Für seinen Kommentar zu öffentlichen Angelegenheiten während 1973.                                                                                   |
| Kritik (Criticism) | Emily Genauer, Newsday Syndicate                               | Für ihr kritisches Schreiben über Kunst und Künstler.                                                                                                |
| Leitartikel (Editorial Writing) | F. Gilman Spencer, The Trentonian, Trenton, NJ                 | Für seine mutige Kampagne, die öffentliche Aufmerksamkeit auf die Skandale in der Regierung des Bundesstaates New Jersey zu lenken.                  |
| Karikatur (Editorial Cartooning) | Paul Szep, The Boston Globe                                    | Für seine redaktionellen Karikaturen im Jahr 1973.                                                                                                   |
| Fotoberichterstattung von aktuellen Schauplätzen (Spot News Photography)                                                                          | Anthony K. Roberts                                             | Für seine Fotoserie „Fatal Hollywood Drama“, in der ein mutmaßlicher Entführer getötet wurde.                                                        |
| Feature-Fotoberichterstattung (Feature Photography)                                                                                               | Slava Veder von der Associated Press                           | Für sein Bild von der Rückkehr eines amerikanischen Kriegsgefangenen aus der Gefangenschaft in Nordvietnam.                                          |

| Kategorie                                                   | Preisträger |
| ----------------------------------------------------------- | --- |
| Geschichte (History)                                        | The Americans: The Democratic Experience, von Daniel J. Boorstin (Random) |
| Biographie oder Autobiographie (Biography or Autobiography) | O'Neill, Son and Artist, von Louis Sheaffer (Little) |
| Dichtung (Poetry)                                           | The Dolphin, von Robert Lowell (Farrar) |
| Sachbuch (General Nonfiction)                               | The Denial of Death, von Ernest Becker (Free Press/Macmillan) |
| Musik (Music)                                               | Notturno, von Donald Martino (Ein Kammermusikwerk, das von der Walter W. Naumburg Stiftung in Auftrag gegeben und am 15. Mai 1973 in der Alice Tully Hall, New York City, von Speculum Musicae uraufgeführt wurde.) |

Sonderpreis (Special Awards and Citations) für Roger Sessions für sein Lebenswerk als bedeutender amerikanischer Komponist.